# William Ofori Atta
William Ofori Atta est 10 octobre 1910 et mort le 14 juillet 1988 , populairement appelé « Paa Willie », était un membre fondateur ghanéen de la Convention de la Gold Coast unie (en) (UGCC) et l'un des pères fondateurs du Ghana comme l'un des « Les six grands (Ghana) (en) » détenus par le gouvernement colonial britannique dans ce qui était alors la Gold Coast. Il est ensuite devenu Ministre des affaires étrangères (Ghana) (en) de la deuxième république du Ghana entre 1971 et 1972 .

## Début de la vie
Nana William Ofori Atta est né à Kyebi et était le fils de Nana Sir Ofori Atta I (en) qui était l'Omanhene ( roi ) d'Akyem Abuakwa entre 1912 et 1943 . Il était donc un noble de la lignée royale de la dynastie Ofori-Atta (en), bien que le fait que le peuple Akan (auquel il appartenait) soit traditionnellement matrilinéaire signifiait qu'il n'était pas un prince dynastique. William Ofori Atta a fréquenté l'école Mfantsipim (en) , , mais a été retiré à l'école Achimota où il faisait partie du premier groupe d'étudiants à se présenter au Cambridge School Certificate . Parmi ses camarades d'école figuraient Komla Agbeli Gbedemah et Edward Akufo-Addo . Sa promotion d’étudiants a également été pionnière dans les programmes de diplôme intermédiaire. Il fut également le premier préfet de l'école. Ces arrangements ont permis de former le noyau de l’ Université du Ghana . Il a fréquenté le Queens' College de l'Université de Cambridge de 1935 à 1938. Il est devenu avocat en 1956 . Sa sœur était Susan Ofori-Atta, la première femme ghanéenne à devenir médecin.

## Politique
William Ofori Atta était un membre fondateur de la Convention de la Gold Coast unie (en) après y avoir adhéré en 1947 . Il a remporté l'un des sièges d'Akim Abuakwa Nord (circonscription parlementaire du Ghana) (en) lors des élections de 1951 sur la Gold Coast. Il devint plus tard le chef du Parti uni (Ghana) (en) en opposition au Dr Kwame Nkrumah. Ofori Atta a été détenu par Nkrumah pendant la première république en vertu de la loi sur la détention préventive , . Durant la deuxième république, il a représenté le peuple d'Akwatia en tant que membre du 1er Parlement de la deuxième république, il a également été ministre de l'Éducation , puis ministre des Affaires étrangères dans le gouvernement du Parti du progrès du Dr Busia. Il était un membre actif du Mouvement populaire pour la liberté et la justice (PMFJ) qui a fait campagne contre le concept de « gouvernement d'union » du général IK Acheampong, alors chef d'État du Ghana et président du Conseil militaire suprême (SMC). Il s’agissait d’une tentative du régime militaire d’étendre le régime militaire au lieu de rendre le pouvoir aux civils , . Après la chute du SMC, il s'est présenté à l'élections générales ghanéennes de 1979 (en) sur la liste de la Convention nationale des Nations Unies (en) et est arrivé troisième avec 17,41 pour cent des voix populaires . Il devient finalement président du Conseil d'État de la Troisième République. Il a également préconisé un certain nombre de lignes directrices de politique économique avec un objectif unique : « assurer le développement d'une nation forte et d'une économie moderne où les citoyens vivent dans la dignité » . Pour lui, la pierre angulaire de la politique économique du Ghana résidait dans la transformation du secteur agricole en une entreprise hautement productive et rentable qui servirait de base à des programmes industriels de grande envergure.

## Vie ultérieure
William Ofori Atta est devenu un chrétien fervent et a joué divers rôles dans les cercles chrétiens . Il fut l'un des fondateurs de l'Accra Chapel Trust (aujourd'hui la Korle-Bu Community Chapel), une église évangélique indépendante à l'hôpital universitaire Korle Bu à Accra en 1967. Ofori Atta a prononcé les conférences commémoratives Joseph Boakye Danquah organisées par l'Académie des arts et des sciences du Ghana en 1985. Son sujet était « Le Ghana, une nation en crise » . Il est décédé en 1988 et a reçu des funérailles nationales .

## Conférences commémoratives William Ofori-Atta
Les conférences commémoratives William Ofori-Atta ont été instituées en sa mémoire après sa mort .

## Littérature
- Sawyerr, Harry, William Ofori Atta, 1979 [17];
- Le Ghana, une nation en crise [19];
- La vision d'un État indépendant du Ghana [20].

## Publications
- Jenkins, « William Ofori Atta, Nnambi Azikiwe, J.B. Danquah and the "Grilling" of W.E.F. Ward of Achimota in 1935 », History in Africa, vol. 21, no January,‎ 1994, p. 171–189 (DOI 10.2307/3171885, JSTOR 3171885, S2CID 155396169)